# Sabine Werner (Biochemikerin)

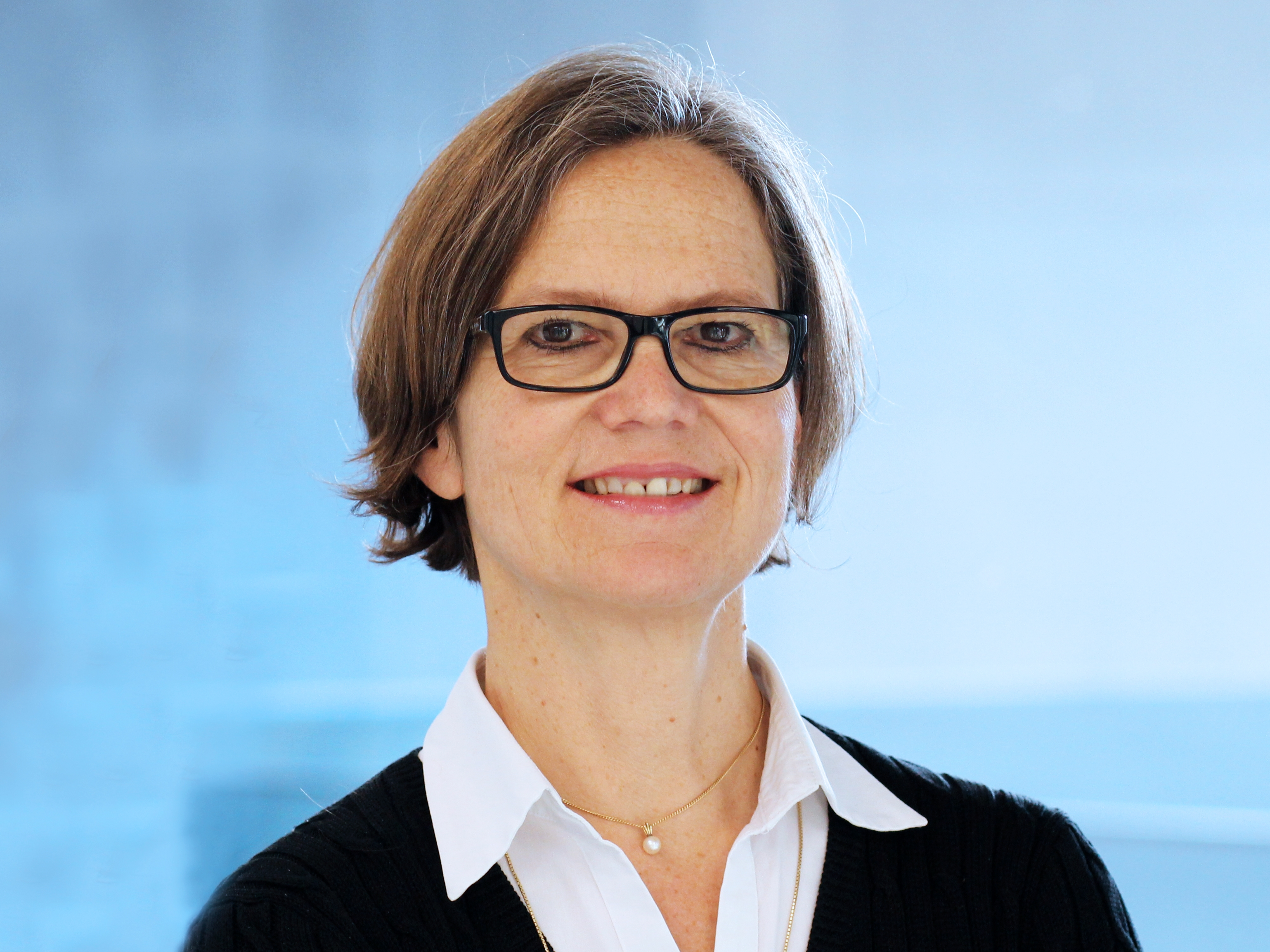
Sabine Werner (2017)

Sabine Werner (* 5. September 1960 in Tübingen) ist eine deutsche Biochemikerin und Professorin für Zellbiologie an der ETH Zürich. 

## Leben
Sabine Werner studierte in Tübingen, Martinsried und München, wo sie 1989 bei Peter Hans Hofschneider mit einer Dissertation über die molekulare Pathogenese des Kaposi-Sarkoms promovierte. Für ihre in der Promotion erbrachten Leistungen wurde sie mit der Otto-Hahn-Medaille ausgezeichnet. Als Post-Doktorandin war sie von 1990 bis 1992 an der University of California in San Francisco; 1993 übernahm sie die Aufgabe als Arbeitsgruppenleiterin und Hermann-und-Lilly-Schilling-Professorin am Max-Planck-Institut für Biochemie. Sie habilitierte 1995 mit einer Schrift über die Funktion von Fibroblasten-Wachstumsfaktoren in der Haut. In Martinsried war sie bis 1999 tätig, als sie ihre ordentliche Professur in Zürich antrat.
Schwerpunkt ihrer Arbeit ist die Rolle von Wachstumsfaktoren bei der Wundheilung und bei Krebs. 
1997 zählte sie, neben Horst Domdey, zu den Mitbegründern des im September 2004 in Insolvenz gegangenen Biotech-Startups Switch Biotech AG. Sie ist seit 2011 Mitglied der Leopoldina. 2012 wurde sie zum Mitglied der European Molecular Biology Organization gewählt. Außerdem ist sie Mitglied der Jury des Hofschneider-Recherchepreises der Zürcher Stiftung experimentelle Biomedizin.
2008 erhielt sie den Cloëtta-Preis.
Im Ranking der "best female scientists in the world" 2022 ist Sabine Werner unter den Top 5 in der Schweiz.